# Mesa Vista
Mesa Vista és una concentració de població designada pel cens dels Estats Units a l'estat de Califòrnia. Segons el cens del 2000 tenia 182 habitants.

## Demografia
Segons el cens del 2000, Mesa Vista tenia 182 habitants, 72 habitatges, i 49 famílies. La densitat de població era de 4,1 habitants/km².
Dels 72 habitatges en un 30,6% hi vivien nens de menys de 18 anys, en un 58,3% hi vivien parelles casades, en un 8,3% dones solteres, i en un 30,6% no eren unitats familiars. En el 23,6% dels habitatges hi vivien persones soles el 2,8% de les quals corresponia a persones de 65 anys o més que vivien soles. El nombre mitjà de persones vivint en cada habitatge era de 2,53 i el nombre mitjà de persones que vivien en cada família era de 2,98.
Per edats la població es repartia de la següent manera: un 23,6% tenia menys de 18 anys, un 3,8% entre 18 i 24, un 25,8% entre 25 i 44, un 36,3% de 45 a 60 i un 10,4% 65 anys o més.
L'edat mediana era de 44 anys. Per cada 100 dones de 18 o més anys hi havia 101,4 homes.
La renda mediana per habitatge era de 55.781 $ i la renda mediana per família de 65.250 $. Els homes tenien una renda mediana de 33.750 $ mentre que les dones 25.625 $. La renda per capita de la població era de 21.906 $. Cap de les famílies i l'1,7% de la població estaven per davall del llindar de pobresa.

## Poblacions més properes
El següent diagrama mostra les poblacions més properes.